# Andreas Pietschmann

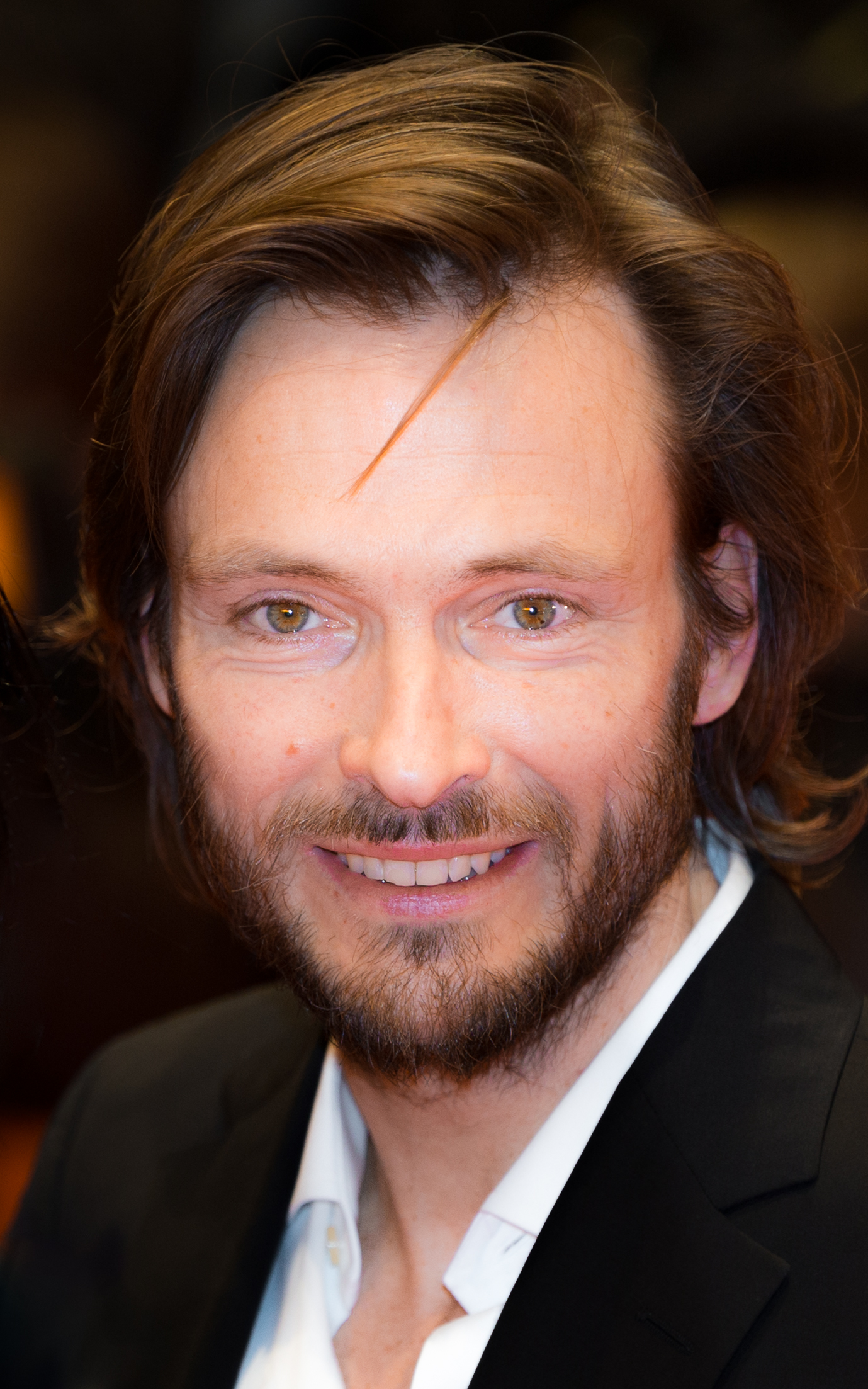
Andreas Pietschmann (2017)

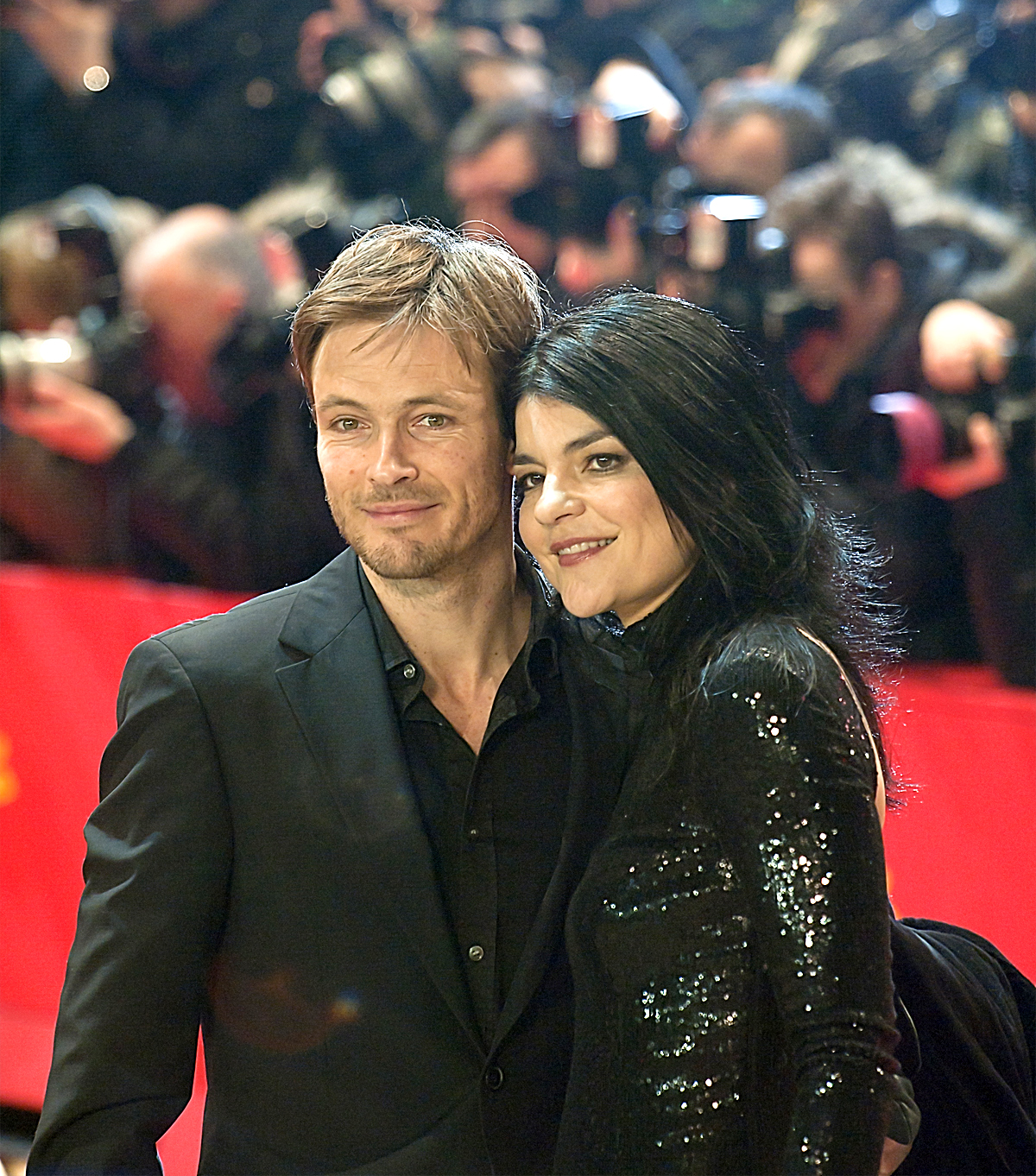
Pietschmann mit seiner Lebensgefährtin Jasmin Tabatabai (2011)

Andreas Pietschmann (* 22. März 1969 in Würzburg) ist ein deutscher Schauspieler sowie Hörspiel- und Hörbuchsprecher.

## Leben
Andreas Pietschmann spielte Fußball in der Jugendabteilung der Würzburger Kickers und galt als Talent. Später leistete er seinen Wehrdienst bei der Bundeswehr ab; in dieser Zeit spielte er auch erstmals Theater. Er gab einen der Mitschüler des „Pfeiffers mit drei F“ in der Erfolgsproduktion Die Feuerzangenbowle des Würzburger Theaters Chambinzky. Nach einem schweren Autounfall entschied Pietschmann, Schauspieler zu werden.
Pietschmann absolvierte von 1993 bis 1996 seine Schauspielausbildung an der Westfälischen Schauspielschule in Bochum, gefolgt von einem vierjährigen Engagement am Schauspielhaus Bochum. Danach wechselte er zur Spielzeit 2000/2001 an das Hamburger Thalia Theater, das er 2007 verließ, um sich verstärkt Aufgaben im Bereich Film und Fernsehen zu widmen.
Bereits neben seiner Arbeit am Theater übernahm Pietschmann auch etliche Rollen in Filmen und im Fernsehen. Sein Filmdebüt gab er als Marco in Rolf Silbers Filmkomödie Echte Kerle, wo er einem breiten Publikum bekannt wurde. 2014 war er in Florian Baxmeyers Filmdrama Ohne Dich an der Seite von Stefanie Stappenbeck als dessen spurlos verschwundener Ehemann Ralf zu sehen. In Dominik Grafs Historienfilm Die geliebten Schwestern (2014), der bei den 64. Internationalen Filmfestspielen in Berlin uraufgeführt wurde, spielte er den Friedrich von Beulwitz. Zwischen 2016 und 2021 war er als homosexueller Hans Liebknecht in den ZDF-Mehrteilern Ku’damm 56, Ku’damm 59 und Ku’damm 63 zu sehen, die am Beispiel einer Westberliner Tanzschule Themen der deutschen Zeitgeschichte aufarbeitet. Pietschmann übernimmt in mehreren Fernsehserien durchgehende Rollen. In der Sat.1-Actionserie GSG 9 – Ihr Einsatz ist ihr Leben spielte er 2007/08 den weltgewandten Konstantin „Konny“ von Brendorp, der aus einer Adelsfamilie stammt. Von 2017 bis 2020 war er in der Netflix-Serie Dark in der Rolle des Strangers zu sehen. 2022 spielte er die Rolle des Eyk in der Netflix-Serie 1899.
Pietschmann betätigt sich auch als Hörspiel- und Hörbuchsprecher, zum Beispiel Der Schatten des Windes von Carlos Ruiz Zafón, Das Gesetz der Träume, Ich hab dich im Gefühl und Das kurze wundersame Leben des Oscar Wao. Seit 2017 spricht er die Bücher der Kriminalromanreihe Lost in Fuseta von Gil Ribeiro. Darüber hinaus wirkt er an zahlreichen Rundfunkproduktionen mit.
Seit 2007 ist Pietschmann nach gemeinsamen Dreharbeiten mit der Schauspielerin Jasmin Tabatabai  (* 1967) liiert. Mit Tochter (* 2009) und Sohn (* 2013) leben sie in Berlin-Pankow.

## Filmografie (Auswahl)

### Filme
- 1996: Echte Kerle (Kino)
- 1999: Sonnenallee (Kino)
- 2000: Thrill – Spiel um dein Leben
- 2000: Höllische Nachbarn – Chaos im Hotel
- 2001: Der Tanz mit dem Teufel – Die Entführung des Richard Oetker
- 2003: Traumprinz in Farbe
- 2004: Am Ende des Tages (Kurzfilm)
- 2005: Apollonia
- 2006: FC Venus – Angriff ist die beste Verteidigung (Kino)
- 2006: Die Verlorenen
- 2006: Freundinnen fürs Leben
- 2006: Fremder Bruder
- 2007: Vermisst – Liebe kann tödlich sein
- 2009: Vorzimmer zur Hölle
- 2009: Altiplano (Kino)
- 2009: Böseckendorf – Die Nacht, in der ein Dorf verschwand
- 2010: Auf Doktor komm raus
- 2011: Hindenburg
- 2011: Vorzimmer zur Hölle – Streng geheim!
- 2011: Männer ticken, Frauen anders
- 2012: Ihr Name war Maria
- 2012: Zu schön um wahr zu sein
- 2013: Belle & Sebastian (Belle et Sébastien)
- 2013: Vorzimmer zur Hölle III – Plötzlich Boss
- 2014: Ohne Dich
- 2014: Die geliebten Schwestern (Kino)
- 2014: Die Hebamme
- 2018: Ku’damm 59
- 2018: Wir lieben das Leben
- 2018: Ostfriesenblut
- 2018: Getrieben
- 2019: Gegen die Angst
- 2019: Nimm Du ihn
- 2020: Es ist zu deinem Besten
- 2021: Fly
- 2021: Ku’damm 63
- 2024: Survive – Gestrandet im Ozean
- 2024: Die Ermittlung

### Fernsehserien-/reihen
- 1998: Schimanski: Rattennest
- 2000: Anke (Folge Anke, hilf mir, ich finde mich hässlich)
- 2001: SK Kölsch (Folge Tod eines Tänzers)
- 2002: Drei mit Herz (Folge Leih mir deinen Mann)
- 2003: Die Pfefferkörner (Folge Der Chip)
- 2004: Edel & Starck (Folge Die Narren sind los)
- 2005: Adelheid und ihre Mörder (Folge Heiße Ware)
- 2005–2007: 4 gegen Z (41 Folgen)
- 2007: Rosa Roth – Der Tag wird kommen – Teil 1
- 2007–2008: GSG 9 – Ihr Einsatz ist ihr Leben (16 Folgen)
- 2007: Tatort: Fettkiller
- 2008: Die Patin – Kein Weg zurück (Dreiteiler)
- 2009: Ein starkes Team: Das große Fressen
- 2010: Großstadtrevier (Folge Liebe macht blind)
- 2010: Donna Leon – Lasset die Kinder zu mir kommen
- 2010: Löwenzahn (Folge Skelett – Knochenbruch beim Pokalspiel)
- 2011: Tatort: Der schöne Schein
- 2011: Wilsberg: Frischfleisch
- 2011: Der letzte Bulle (Folge Die Nackttanker von Huttrop)
- 2011: Ein Fall für zwei (Folge Koala im Schnee)
- 2011–2014: Polizeiruf 110
  - 2011: Zwei Brüder
  - 2012: Eine andere Welt
  - 2013: Vor aller Augen
  - 2014: Käfer und Prinzessin
  - 2014: Hexenjagd
- 2012: Kommissar Marthaler: Die Braut im Schnee
- 2012, 2024: Letzte Spur Berlin (Folgen 1x03–1x04, 13x10)
- 2012: Der Kriminalist (Folge Ohnmacht)
- 2013: Utta Danella – Sturm am Ehehimmel
- 2013: Nord Nord Mord – Clüver und die fremde Frau
- 2013, 2016: SOKO 5113/SOKO München (2 Folgen, verschiedene Rollen)
- 2015: Männer! – Alles auf Anfang (7 Folgen)
- 2015: The Team (8 Folgen)
- 2016, 2024: Der Staatsanwalt (Folgen Mord nach Mitternacht, Eine todsichere Sache)
- 2016: SOKO Köln (Folge Nach so vielen Jahren)
- 2016: Dresden Mord: Nachtgestalten (Fernsehreihe)
- 2016, 2024: Die Chefin (Folgen Verräter, Dunkelfeld Teil II)
- 2017: Ostfrieslandkrimis: Ostfriesenkiller
- 2017–2020: Dark (19 Folgen)
- 2017: Unter anderen Umständen: Liebesrausch
- 2018: Die Eifelpraxis (Folge Rachegelüste)
- 2018: Ein starkes Team: Tödlicher Seitensprung
- 2018: jerks. (Folge Seitensprung)
- 2019: Donna Leon – Ewige Jugend
- 2020: Wilsberg: Alles Lüge
- 2021: Kitz (4 Folgen)
- 2021: Tatort: Wo ist Mike?
- 2022: 1899 (Folgen 1x01–1x08)
- 2022: Tatort: Das Opfer
- 2023: Der Schatten (Folgen 1x01–1x06)
- 2024: Jenseits der Spree (Folge Dunkelfeld Teil I)
- 2024: Tatort: Colonius

### Synchron (Auswahl)
Überdies synchronisierte sich Pietschmann als Synchronsprecher in folgenden Filmen selbst:
- 2011: Hindenburg
- 2012: Ihr Name war Maria
- 2013: Belle und Sebastian

## Hörspiele (Auswahl)
- 1997: Mark Kleber: Point of no return – Regie: Thomas Werner (WDR)[4]
- 2001: Pat O’Shea: Die Meute der Mórrígan – Regie: Annette Kurth (SWR)
- 2002: Per Olov Enquist: Der Besuch des Leibarztes – Regie: Walter Adler (NDR/SWR)
- 2002: Umberto Eco: Baudolino – Regie: Leonhard Koppelmann (SWR/NDR)
- 2003: Andreas Eschbach: Eine Billion Dollar – Regie: Leonhard Koppelmann (SWR), Lübbe Audio
- 2013: Holger Siemann: Mord am Hindukusch – Regie: Annette Kurth (WDR)
- 2013: Henri Alain-Fournier: Der große Meaulnes – Regie: Leonhard Koppelmann (DLF)
- 2014: Jewgeni Samjatin und Ben Neumann: Wir – Regie: Christoph Kalkowski (SWR)
- 2023: Anne-M. Keßel: Boudicca. Die Keltenkriegerin – Regie: Martin Zylka (WDR)[5]
- 2024: Tom Peuckert: Zwischenzeiten. Eine Familiengeschichte der Wendezeit (Staffel 2) – Regie: Thomas Leutzbach (RBB)[6]

## Hörbücher (Auswahl)
- 2010: Alicia Bessette: Weiß der Himmel von Dir (gemeinsam mit Jessica Schwarz), der Hörverlag, ISBN 978-3-8445-0283-1
- 2014: Frauke Scheunemann: Hochzeitsküsse, der Hörverlag, ISBN 978-3-8445-1564-0.
- 2017: Gil Ribeiro: Lost in Fuseta: Ein Portugal-Krimi, Argon Verlag, ISBN 978-3-8398-1554-0.
- 2018: Gil Ribeiro: Spur der Schatten: Lost in Fuseta. Ein Portugal-Krimi, Argon Verlag, ISBN 978-3-8398-9415-6.
- 2019: Gil Ribeiro: Weiße Fracht: Lost in Fuseta. Ein Portugal-Krimi, Argon Verlag, ISBN 978-3-8398-9452-1.
- 2020: Michael Ende: Jim Knopf und Lukas der Lokomotivführer – Kinderoper (Inszenierte Lesung mit Musik mit Andreas Pietschmann), Hörbuch Hamburg, ISBN 978-3-7456-0140-4.
- 2020: Gil Ribeiro: Schwarzer August: Lost in Fuseta. Ein Portugal-Krimi, Argon Verlag, ISBN 978-3-7324-1788-9.
- 2022: Gil Ribeiro: Einsame Entscheidung. Lost in Fuseta. Ein Portugal-Krimi, Argon Verlag, ISBN 978-3-8398-9737-9.
- 2023: Gil Ribeiro: Dunkle Verbindungen: Lost in Fuseta. Ein Portugal-Krimi, Argon Verlag, ISBN 978-3-8398-2017-9.
- 2025: Gil Ribeiro: Lautlose Feinde: Lost in Fuseta. Ein Portugal-Krimi, Argon Verlag, ISBN 978-3-8398-2116-9.